# Gloria Holden
Gloria Holden (London, 1903. szeptember 5. – Redlands, Kalifornia, 1991. március 22.) angol – amerikai színésznő.
Az arisztokratikus megjelenésű Holden főleg a B kategóriás mozikkal tett szert hírnévre, de lehetőséget kapott mellékszereplőlént néhány nagy szabású produkcióban is.

## Fiatalkora
1903. szeptember 5-én született Londonban. Az Egyesült Államokba még gyermekkorában érkezett. Iskoláit a Pennsylvania állambeli Wayneben végezte, majd később a New York-i American Academy of Dramatic Artsban tanult színművészetet.

## Karrierje
Pályafutását a színpadon kezdte, kapott egy négy mondatos szerepet a The Royal Family című darabban, Mary Ellist helyettesítette a Children of Darknessben és ráosztottak kisebb szerepet a The Ferguson Familyban. 1931 júniusában a női főszerepet kapta meg a Broadwayen bemutatott As Husbands Go című darabban.
1932-ben a Manhattan Melodyban játszott, majd a következő évben a Survivor és a Memory című színdarabokban volt látható fontos szerepben.
Filmes pályafutása 1934-ben indult, statisztaként mutatkozott be a The Return of Chandu című produkcióban. Két évvel rá emlékezetes alakítást nyújtott a Drakula lánya című horrorban, és a B kategóriás mozik felkapott színésznőjévé vált. Alakítása a későbbiekben az író Anne Ricera is hatással volt, és a Drakula lányát közvetlenül meg is említi a Kárhozottak királynője című regényében.
1937-ben a címszereplő Paul Muni feleségét alakította a Zola élete című életrajzi drámában. A William Dieterle rendezte produkció elnyerte a "legjobb filmnek" járó Oscar-díjat. Holden 1958-ban, 50 évesen felhagyott a filmezéssel.

## Magánélete és halála
1944-ben hozzáment William Hoythoz, akivel élete végéig együtt maradt. Egy gyermekük született Christopher (1944), aki 1970-ben elhalálozott. Gloria Holden lelkes kerékpáros volt.
Holden továbbá édesanyja volt a színész Glen Corbettnek (1922-1997) és nagyszülője az X-aktákból is ismert Laurie Holdennek.
1991. március 22-én hunyt el a kaliforniai Redlandsben 82 éves korában szívinfarktus következményében.

## Fontosabb filmjei
- 1947 - A házalók (The Hucksters) - Mrs. Kimberly
- 1942 - Miss Annie Rooney - Mrs. White
- 1941 - Korzikai testvérek (The Corsican Brothers) - Franchi grófnő
- 1939 - Dodge City - Mrs. Cole
- 1938 - Berepülőpilóta (Test Pilot) - Mrs. Benson
- 1937 - Zola élete (The Life of Emile Zola) - Alexandrine Zola
- 1936 - Drakula lánya (Dracula's Daughter) - Marya Zaleska grófnő

## Fordítás
- Ez a szócikk részben vagy egészben  a   Gloria_Holden című angol Wikipédia-szócikk fordításán alapul.  Az eredeti cikk szerkesztőit annak laptörténete sorolja fel. Ez a jelzés csupán a megfogalmazás eredetét és a szerzői jogokat jelzi, nem szolgál a cikkben szereplő információk forrásmegjelöléseként.